# Phaeacius leytensis
Phaeacius leytensis là một loài nhện trong họ Salticidae.
Loài này thuộc chi Phaeacius. Phaeacius leytensis được Wijesinghe miêu tả năm 1991.